# Révolte des Karls
La révolte des Karls,[réf. nécessaire] aussi connue comme la révolte ou le soulèvement de la Flandre maritime, (néerlandais: Opstand van Kust-Vlaanderen), est un soulèvement paysan de la Flandre maritime qui a éclaté durant l'hiver 1323-1324 et a duré jusqu'à sa répression par le roi de France à la bataille de Cassel le 23 août 1328. 

## Un soulèvement paysan contre l'impôt
La révolte commence par une série d'émeutes rurales dispersées en novembre-décembre 1323. Elle s’explique par les récoltes médiocres de 1323, une soudure difficile, le refus de payer la dîme et l’impôt comtal, la haine envers la noblesse et l’autorité, mais surtout par l’action des paysans qui possèdent une belle exploitation et poussent à la révolte leurs chefs (Jacques Peyte, Nicolaas Zannekin). Des membres de la petite noblesse les rejoignent, comme le chef de la révolte, le bourgmestre de Bruges Guillaume de Deken. 
Le soulèvement, lancé à partir de Bruges où s'est réfugié Nicolaas Zannekin, un riche propriétaire de Lampernisse, gagne les communes voisines. Thourout, Roulers, Poperinghe, Nieuport, Furnes, Dunkerque, Cassel, Bailleul lui ouvrent leurs portes. Le comte de Flandre Louis de Nevers arrive en Flandre en janvier 1324. Il n'a pas d'armée pour contenir la révolte et doit négocier. En avril 1324, la paix de Saint-André reconnait le bien-fondé des plaintes du peuple contre les exactions des percepteurs et le favoritisme de la justice du comte. 

## La révolte des villes contre le pouvoir comtal
L'agitation reprend après le meurtre d'un laboureur par un chevalier et l'arrestation de six bourgeois de Bruges par le comte à Courtrai. Les Brugeois prennent les armes. Le comte qui a fait incendier Courtrai, est lui-même capturé par les habitants. Ils le livrent aux Brugeois et ses compagnons sont exécutés le 21 juin 1325. Les Brugeois élisent rewaert de Flandre Robert de Cassel, l'oncle du comte de Flandre, qui lance une expédition victorieuse contre Gand (15 juillet 1325) et met le siège devant la ville. À cette époque les habitants d'Ypres et les tisserands gantois chassés de leur ville ont rejoint les rebelles. Le roi de France Charles IV le Bel envoie des ambassadeurs pour proposer de soumettre les griefs des communes contre le comte à son jugement. Les Brugeois imposent comme préalable à toutes négociations la soumission de Gand. Le roi convoque en vain Robert de Cassel à Paris (19 septembre 1325), puis nomme Jean de Namur rewaert de Flandre. Le 4 novembre, l'évêque de Senlis et l'abbé de Saint-Denis excommunient les Flamands et jettent l'interdit sur la Flandre à la demande du roi, et Charles IV lui-même menace d'intervenir militairement. Après l'excommunication, Robert de Cassel abandonne la cause rebelle et rejoint le parti du roi de France. 
Les Karls sont battus une première fois près d'Assenede. Le comte Louis de Nevers est libéré avant Noël par Robert de Cassel et le 18 février 1326, le comte pardonne aux Brugeois et s'engage à respecter les coutumes et libertés des communes de Flandre. De là il se rend auprès du roi à Paris. Un traité de paix provisoire est finalement conclu par les ambassadeurs du roi à Arques et ratifié au Val-Coquatrix, près de Corbeil, le 19 avril 1326. Le 26, l'interdit sur la Flandre est levé.

## La répression par le roi de France

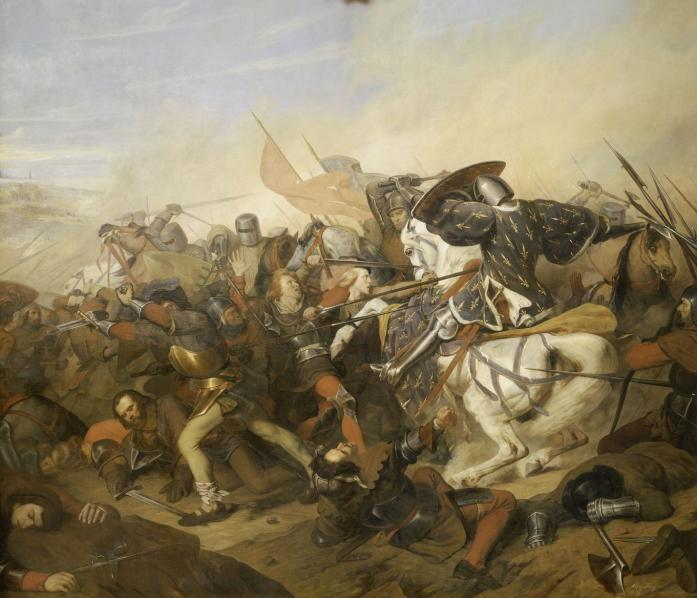
La bataille de Cassel le 23 août 1328 met fin à la révolte. Toile de Henry Scheffer, XIXe siècle

La révolte des communes flamandes se rallume bientôt après la mort du roi Charles IV de France en février 1328. Louis de Nevers appelle alors à l'aide son successeur Philippe VI de Valois lors de son couronnement à Reims le 29 mai. Celui-ci organise une expédition. L'ost royal est convoqué à Arras le 22 juillet. Gand attaque Bruges immobilisant pour la défense de la ville une bonne partie des forces de l'insurrection. Comptant forcer l'ennemi à le combattre en rase campagne et en terrain favorable à sa cavalerie, le roi fait conduire une chevauchée qui pille et ravage la Flandre occidentale. Les communes flamandes sont écrasées au mont Cassel où Nicolaas Zannekin est tué le 23 août 1328. Le roi rentre en France après sa victoire après avoir pris 1400 otages parmi les bourgeois de Bruges et d'Ypres. Le comte de Flandre s'occupe de rechercher et d'exécuter les conspirateurs. Les villes de Bruges, Ypres, Courtrai, Dixmude, Furnes, Ostende, Aardenburg, Ysendyck, Termonde et Grammont sont condamnées à de lourdes amendes. Les biens de ceux qui ont participé à la bataille de Cassel sont confisqués et distribués aux fidèles du comte. Les privilèges de toutes les villes, excepté Gand, sont annulés ou restreint. A Bruges, les bourgeois sont contraints de se rendre au-devant du comte jusqu'à mi-chemin du château de Male, et de s'y jeter à genoux en implorant sa miséricorde; à Ypres, la cloche du beffroi est brisée. Enfin, par des lettres datées du 20 décembre 1328, le roi de France ordonne que l'on détruise les fortifications de Bruges, d'Ypres et de Courtrai.

## Sources
- Histoire de Flandre, par Joseph Marie B.C. Kervyn de Lettenhove, 1847
- Annales du Comité flamand de France, 1868
- La société française au Moyen Âge, par Alain Derville Publié par Presses Univ. Septentrion, 2000  (ISBN 2859396217 et 9782859396213)